# Benifairó de la Valldigna
Benifairó de la Valldigna ist eine spanische Gemeinde (Municipio) mit 1.560 Einwohnern (Stand: 2024) in der Valencianischen Gemeinschaft, in der Comarca La Safor.

## Lage
Benifairó de la Valldigna liegt nahe der Costa del Azahar (Mittelmeerküste) in einer Höhe von ca. 40 m. Die Provinzhauptstadt Valencia liegt etwa 50 Kilometer in nordnordwestlicher Richtung. 

## Geschichte
| Jahr      | 1900  | 1930  | 1950  | 1960  | 1970  | 1981  | 1991  | 2001  | 2011  | 2021  |
| --------- | ----- | ----- | ----- | ----- | ----- | ----- | ----- | ----- | ----- | ----- |
| Einwohner | 1.331 | 1.403 | 1.567 | 1.529 | 1.641 | 1.567 | 1.652 | 1.654 | 1.658 | 1.542 |

## Kultur und Sehenswürdigkeiten
- Burgruine (Castillo de Mariñén)
- Johanniskirche (Iglésia de San Juan Bautista)
- Michaeliskapelle
- Rochuskapelle

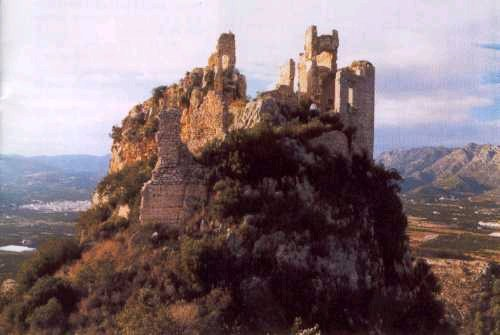
Burgruine
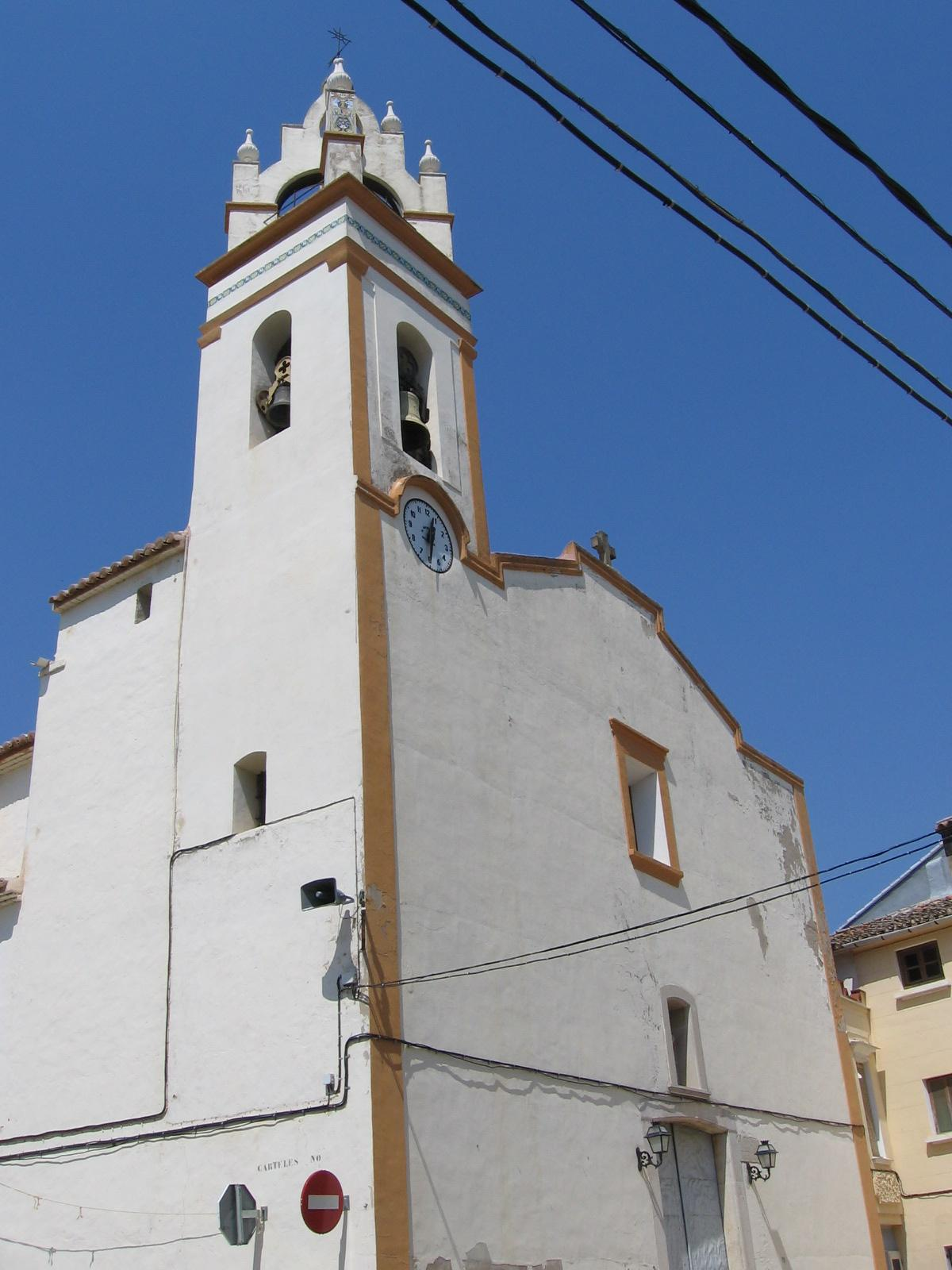
Johanniskirche
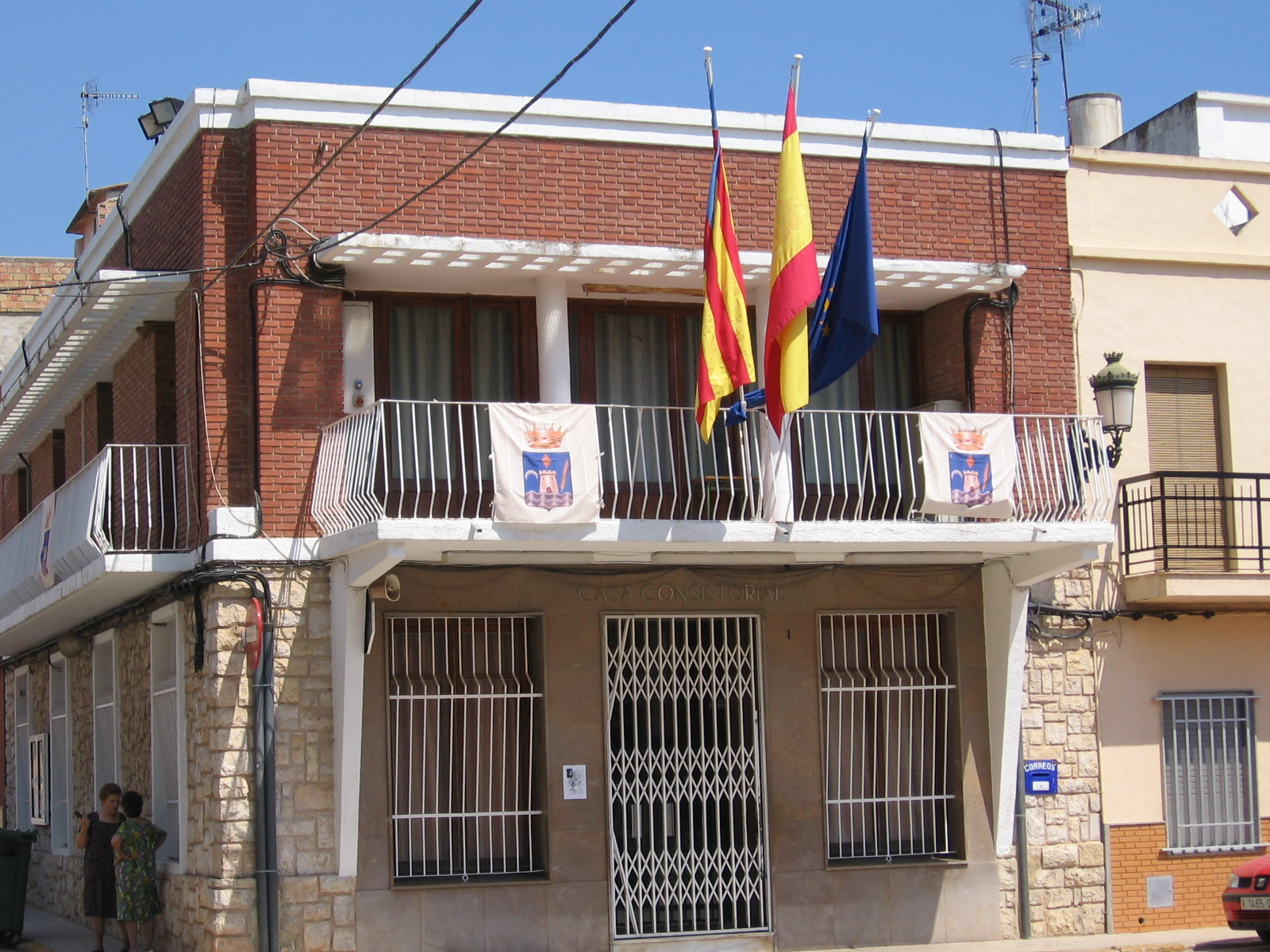
Rathaus